# لانس غروس
لانس غروس (بالإنجليزية: Lance Gross)‏ مواليد 8 يوليو 1981 في أوكلاند، الولايات المتحدة، هو ممثل أمريكي بدأ مسيرته الفنية سنة 2006.

## الأعمال
- لدينا عرس عائلي
- غريز أناتومي
- عرض بيرني ماك

## روابط خارجية
- لانس غروس على موقع IMDb (الإنجليزية)
- لانس غروس على موقع إن إن دي بي (الإنجليزية)
- لانس غروس على موقع قاعدة بيانات الفيلم (الإنجليزية)